# Lauenen
Lauenen (toponimo tedesco) è un comune svizzero di 829 abitanti del Canton Berna, nella regione dell'Oberland (circondario di Obersimmental-Saanen).

## Geografia fisica

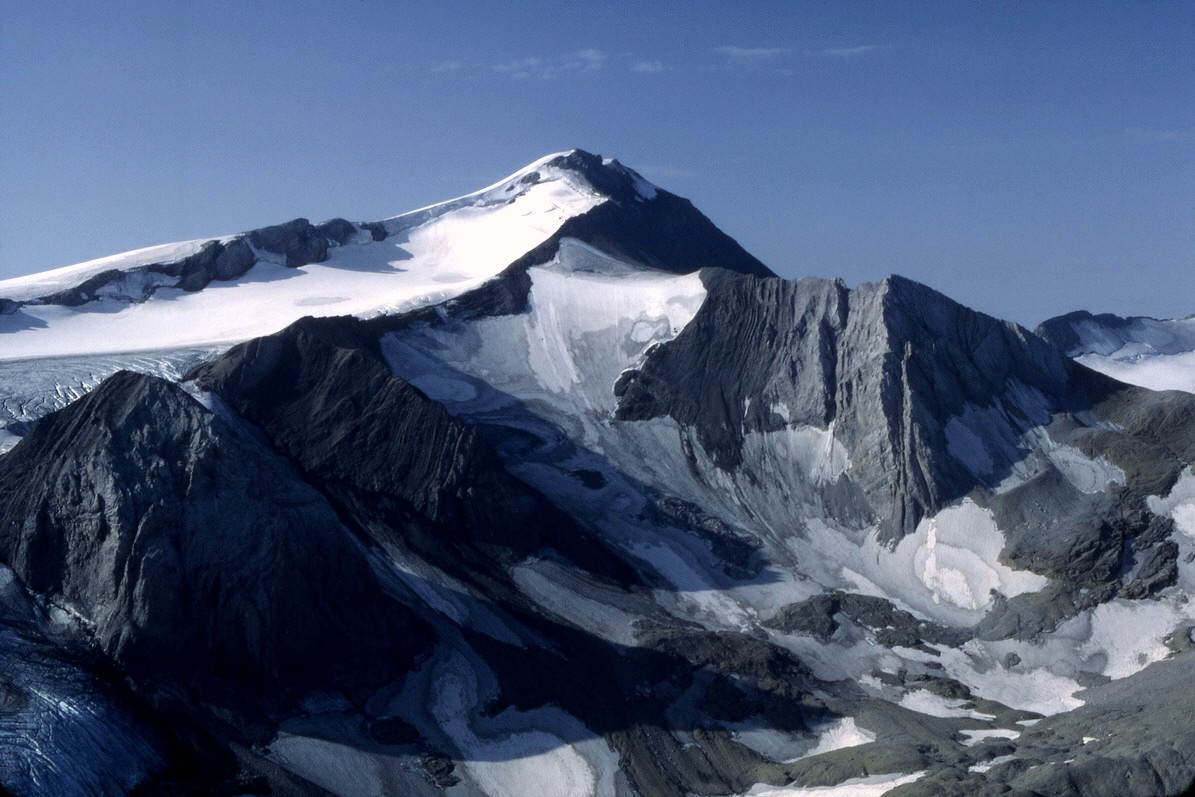
Il Wildhorn

Lauenen sorge ai piedi del massiccio del Wildhorn.

## Monumenti e luoghi d'interesse

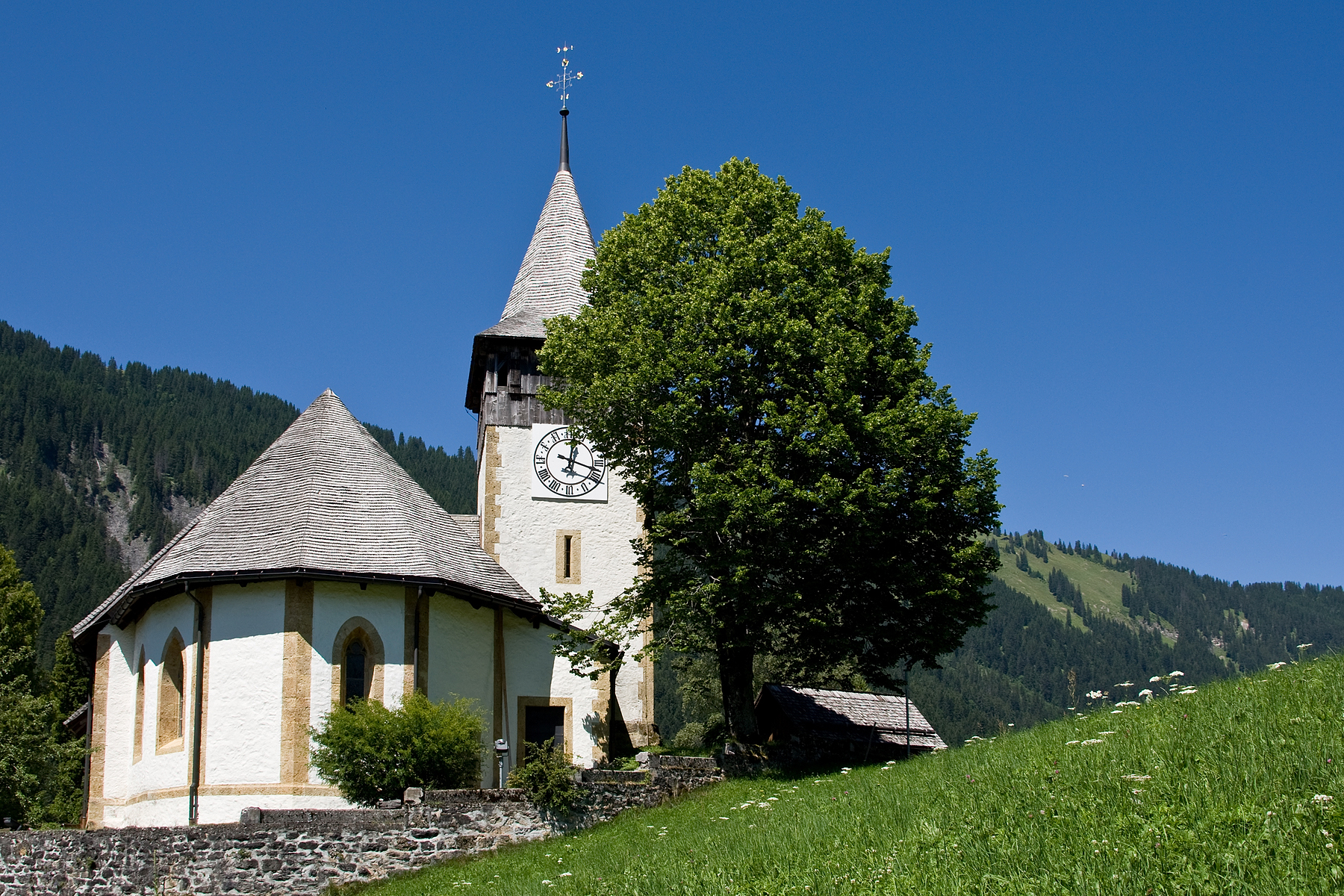
La chiesa riformata

- Chiesa riformata (già di San Pietro), eretta nel 1518-1524[1].

## Società

### Evoluzione demografica
L'evoluzione demografica è riportata nella seguente tabella:
Abitanti censiti

## Amministrazione
Ogni famiglia originaria del luogo fa parte del cosiddetto comune patriziale e ha la responsabilità della manutenzione di ogni bene ricadente all'interno dei confini del comune.